# Teknologorkestern Humpsvakar
Teknologorkestern Humpsvakar är en studentorkester vid Teknologföreningen vid Aalto-universitetet i Otnäs i Finland. Ordet "Humpsvakar" kan syfta på hela orkestern såväl som på en eller flera enskilda medlemmar; det heter alltså "humpsvakar" både i singular och plural.
Orkesterns repertoar kan karaktäriseras som glad jazzmusik (främst dixieland) men omfattar även marscher och dansmusik som vals och tango. Typiska stycken som Humpsvakar brukar uppföra är Royal Garden Blues, Twelfth Street Rag och Tiger Rag samt signaturmelodin "Bompa" (Anchors Aweigh). Humpsvakar framträder även med sånger, oftast snapsvisor i fyra stämmor.
Humpsvakar klär sig i frack med orkesternamnet på ryggen, en väst gjord av Marimekkos randiga Rötti-tyg samt beroende på årstiden antingen teknologmössa eller omskuren knall (ett plommonstop med sänkt kulle, av "Kronblomtyp").
Sedan 1987 har orkestern en balett vid namn Rumpskakar. Fram till 2007 samlades Rumpskakar endast vart femte år för att uppträda vid Humpsvakars jubileumskonserter men baletten har numera fast existens.

## Historia
Humpsvakar spelade för första gången hösten 1961 då ett gäng teknologer mötte det svenska Chalmersspexet med glad musik på deras Finlandsturne. Orkestern grundades formellt på våren 1962 och firade sin första årsfest redan i december samma år.
Humpsvakar är med sina tretton skivor en av Finlands mer produktiva orkestrar. Ett flertal skivor är dessutom teknologiskt (studentikost) konstruerade. Till exempel den Vänstergängade från 1966 är som namnet antyder tryckt så att den ena sidan av LP:n spelas inifrån och ut. Detta är världens första vänstergängade LP och den andra vänstergängade musikskivan i världen, det lär nämligen finnas en stenkaka med vänstergängning. Andra nämnvärda skivor är Helan/Halvan (1975) som bestod av två separata skivor med blank baksida, samt "Utanpå&Innanför" (1985) som är tryckt i genomskinlig orangegul plast. Omslaget till det elfte albumet Elfte Dukningen utgör ett brädspel, och det tolfte albumet Duodecibel är en dubbelskiva vars omslag kan byggas upp till ett hus.

## Diskografi
Humpsvakar har gjort sammanlagt 13 album. 

### Album
- 1964 - Humpsvakar
- 1966 - Pro Urdsgjallar
- 1966 - Vänstergängade
- 1970 - Toppen/Botten
- 1975 - Helan/Halvan
- 1980 - Gomorron/Gonatt
- 1985 - Utanpå & Innanför
- 1990 - Inom Ramen För God Ton
- 1996 - Live är Härligt
- 2000 - Tuta är Silver, Tiger är Guld
- 2005 - Elfte Dukningen
- 2010 - Duodecibel
- 2015 - Tritonus eller Ett alfabet i dissonans
- 2024 - Den sista skivan